# 百学連環
百学連環（ひゃくがく れんかん）とは、西周がEncyclopediaを翻訳した言葉、或いはそれについて明治3年に私塾育英舎にて講義したもの。
意味は「児童を学問の輪の中に入れて教育する」で、その講義した内容は、政治学や数学など、様々な学問分野の概要を連続して講義したもので、一般教養に相当するものである。

## エディション
- 大久保利謙編 編『西周全集』 第1巻、日本評論社、1945年。 - 『百学連環』、『百学連環覚書』、『百一新論』を収録。
- 大久保利謙編 編『明治啓蒙思想集』筑摩書房〈明治文学全集 第3〉、1967年。
- 大久保利謙編 編『西周全集』 第4巻、宗高書房、1981年10月。 - 『百学連環』、『百学連環覚書』、大久保利謙「解説」を収録。
- 近代日本社会学史叢書編集委員会編 編『近代日本社会学史叢書』 第1期第1巻、龍溪書舎、2007年7月。ISBN 978-4-8447-5525-8。 - 『百学連環』、『百一新論』、『生性発薀』を収録。

## 関係文献
- CiNii>百学連環